# Suchopýr širolistý
Suchopýr širolistý (Eriophorum latifolium) je vytrvalá trsnatá bylina z čeledi šáchorovité, která se v České republice řadí k silně ohroženým druhům.

## Popis

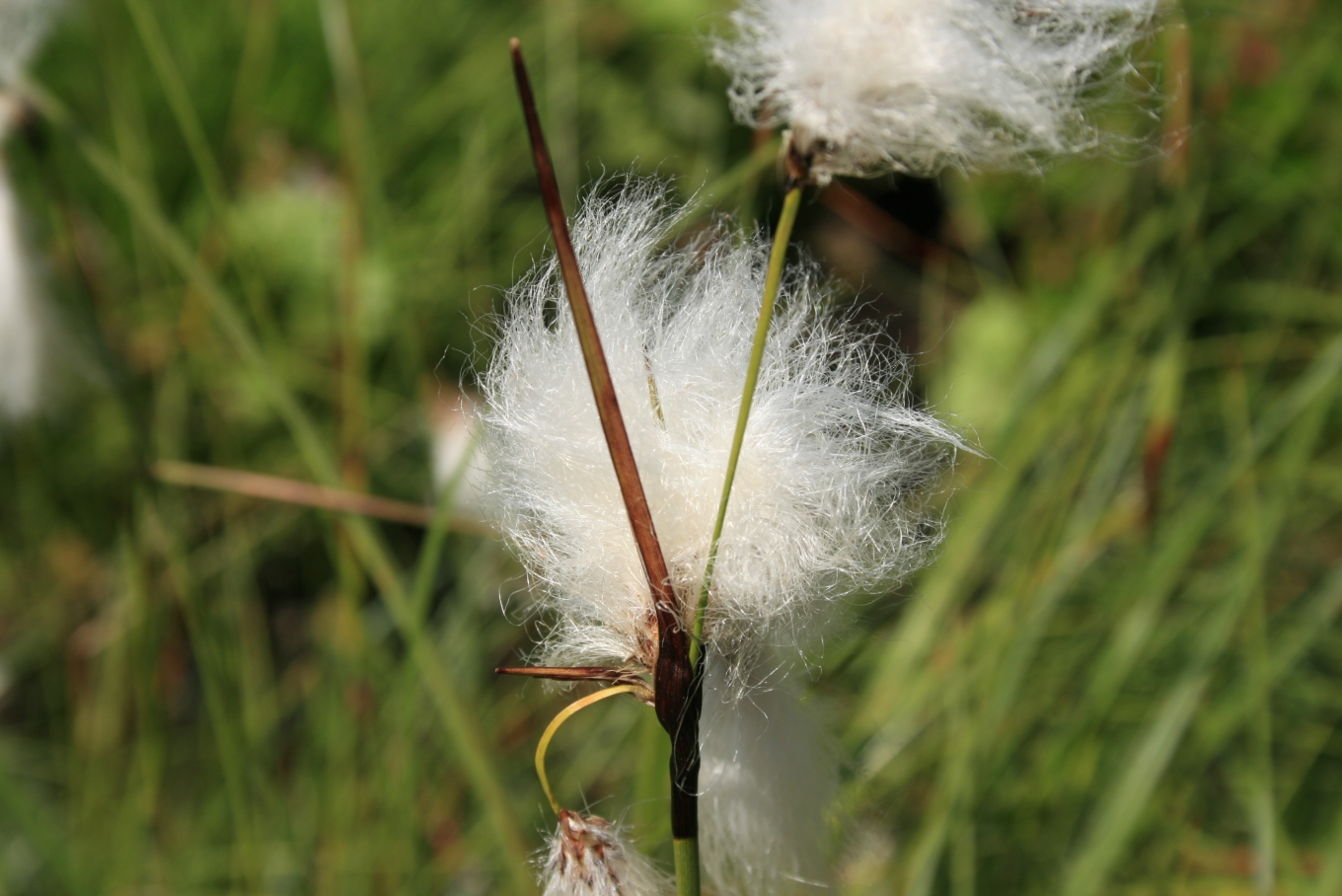
Detail chlupů suchopýru širolistého

Je to rostlina dosahující výšky 20-50 cm. Lodyha je přímá s čárkovitými listy, které mají 3-7 mm. Klásky jsou v počtu 2-12 a dohromady skládají kužel. Okvětí je změněno na dlouhé bílé chlupy, které jsou pro suchopýry charakteristické. Suchopýr širolistý kvete během května a června. Plodem je nažka trojhranného tvaru.

## Rozšíření
Suchopýr širolistý vyhledává podmáčené biotopy jako slatinné louky nebo prameniště. Roste o celé Evropě (s výjimkou její jižní části), vyskytuje se i na Kavkazu, kde ale není příliš hojný. V rámci České republiky se vyskytuje spíše vzácně od nížin do hor.